# Figline Valdarno
Figline Valdarno é uma comuna italiana da região da Toscana, província de Florença, com cerca de 16.282 habitantes. Estende-se por uma área de 71 km², tendo uma densidade populacional de 229 hab/km². Faz fronteira com Castelfranco di Sopra (AR), Cavriglia (AR), Greve in Chianti, Incisa in Val d'Arno, Pian di Sco (AR), Reggello, San Giovanni Valdarno (AR).

## Demografia
| Variação demográfica do município entre 1861 e 2011                               |
|                                                                                   |
| Fonte: Istituto Nazionale di Statistica (ISTAT) - Elaboração gráfica da Wikipedia |